# Iosefa Tekori

a Compétitions nationales et continentales officielles uniquement.

b Matchs officiels uniquement.
Dernière mise à jour le 25 juin 2022.
Iosefa Tekori (également connu sous l'orthographe Josefa Tekori ou sous son diminutif Joe), né le 17 décembre 1983 à Motoʻotua (en), est un joueur international samoan de rugby à XV qui évolue au poste de deuxième ligne.
Il remporte le championnat de France en 2013 avec le Castres olympique et en 2019 et 2021 avec le Stade toulousain et la Coupe d'Europe en 2021 également avec le Stade toulousain.
Son neveu, Miracle Fai'ilagi, est également joueur international de rugby à XV.

## Biographie

### Carrière de joueur professionnel
Iosefa Tekori honore sa première cape internationale en équipe des Samoa le 26 mai 2007 contre l'équipe réserve des All Blacks. 

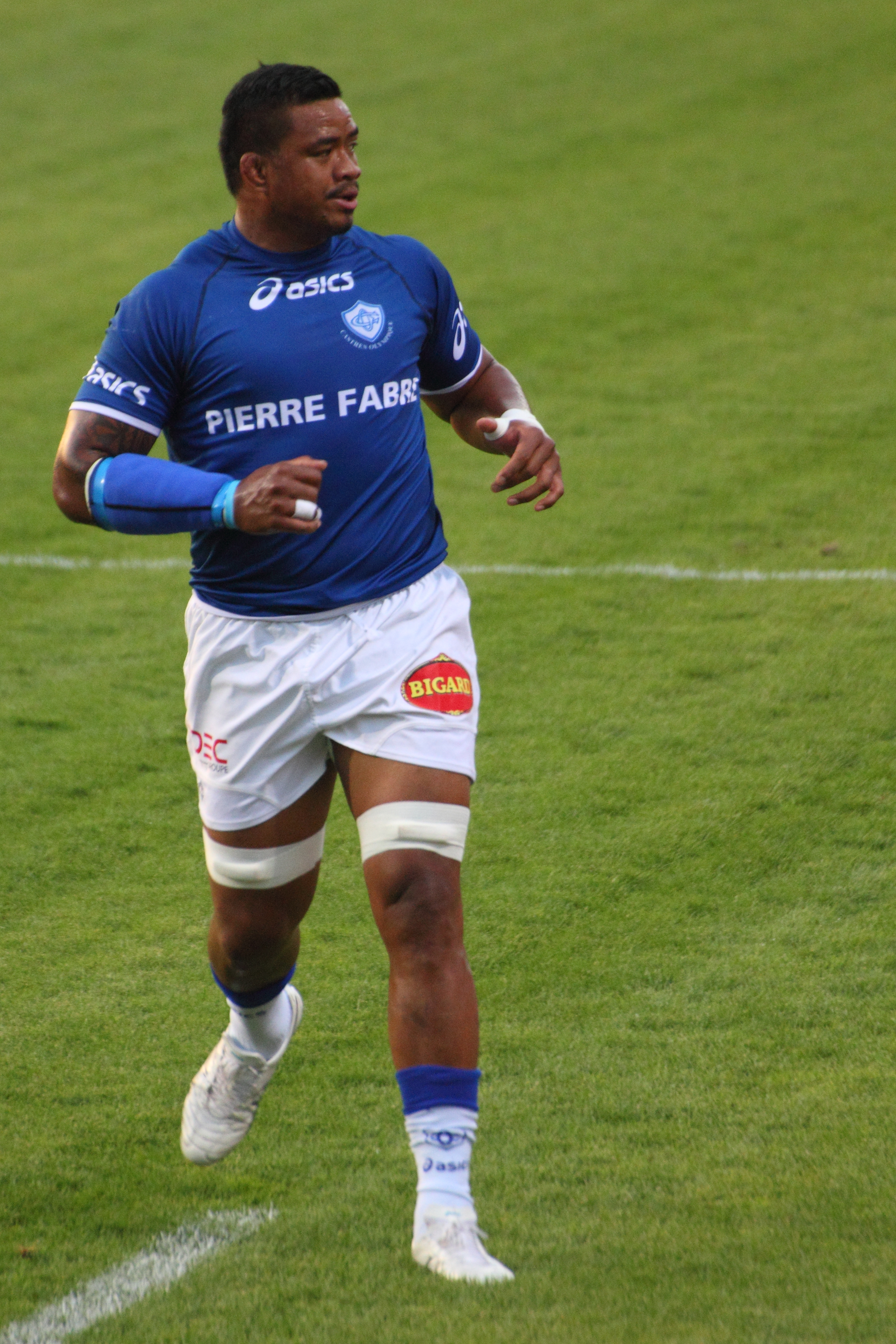
Joe Tekori en 2012 avec le Castres olympique

Iosefa Tekori joue pendant six saisons avec le Castres olympique de 2007 à 2013, remportant un titre de champion de France en 2013. Entre-temps, il dispute les Coupes du monde 2007 et 2011 et participe à la Coupe des nations du Pacifique qu'il remporte en 2012.
Il signe par la suite un contrat de trois ans avec le Stade toulousain. La première saison de Tekori dans son nouveau club est mitigée, le temps de s'intégrer dans l'effectif. De plus, Guy Novès a fait de nombreuses fois appel à lui pour jouer au poste de troisième ligne aile afin de pallier des absences, qui n'est pas son poste de prédilection.
Au cours de la saison 2014-2015, Iosefa Tekori réalise une excellente saison. Il dispute la totalité des rencontres européennes et n'a été mis au repos qu'à deux reprises au cours du championnat du Top 14.
Il est à nouveau sélectionné pour la Coupe du monde 2015 en Angleterre.

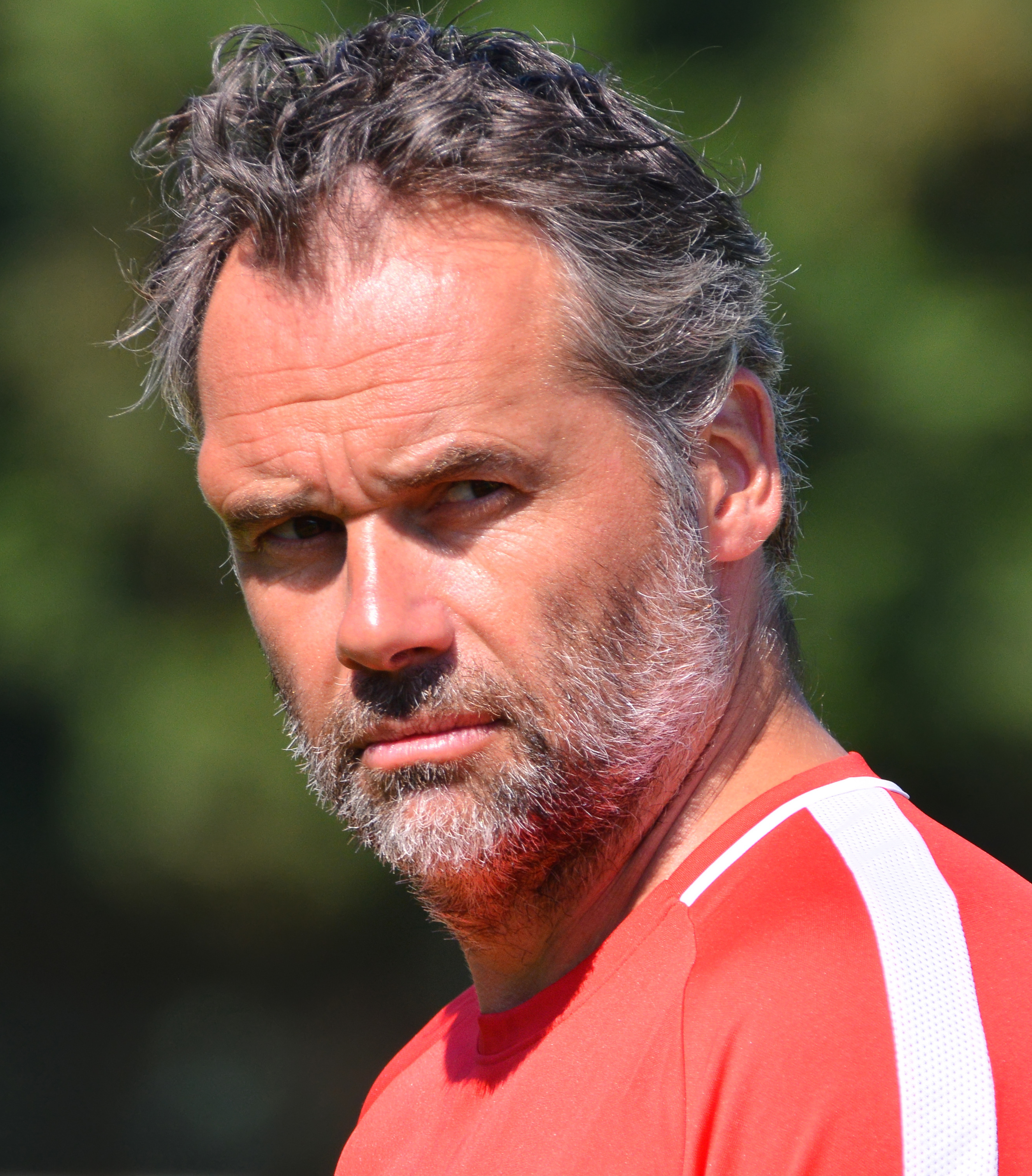
Ugo Mola, ici en 2018, est l'entraîneur de Iosefa Tekori de 2015 à 2022.

En 2017, après la fin de carrière de Thierry Dusautoir, il est nommé capitaine du Stade toulousain par Ugo Mola et son staff. C'est finalement Florian Fritz qui est le plus souvent capitaine de l'équipe, notamment lors des matches où Tekori et Fritz sont tous les deux titulaires. En mai 2017, il est sélectionné dans le groupe des Barbarians par Vern Cotter pour affronter l'Angleterre, le 28 mai à Twickenham puis l'Ulster à Belfast le 1er juin. Remplaçant lors du premier match, il marque un essai à la 77e minute mais les Baa-Baas britanniques s'inclinent finalement 28 à 14 face aux Anglais. Titularisé en Irlande, il marque un essai et les Baa-Baas parviennent à s'imposer 43 à 28.
En 2018-2019, il est élu meilleur deuxième ligne de la saison de Top 14 par les internautes du site rugbyrama.fr.
En novembre 2021, il est invité dans l'équipe des Barbarians français pour affronter les Tonga au Matmut Stadium Gerland de Lyon et est désigné capitaine de l'équipe. Les Baa-Baas s'impose 42 à 17 grâce à six essais inscrits.

### Reconversion
Après avoir pris sa retraite à l'issue de la saison 2021-2022, il devient un an plus tard entraineur des avants de l'équipe espoir du Stade toulousain avec laquelle il est champion de France en 2024.
Il choisit de reprendre la pratique sportive en 2024, au niveau amateur, afin de « se vider la tête » après deux décès dans son entourage familial lors de l'été, sa femme et son frère aîné. Il prend sa licence avec le Blagnac Sporting Club rugby, club de l'agglomération toulousaine évoluant en Fédérale 1, jouant lorsque ses activités au sein du Stade toulousain le permettent.

## Vie privée
Le neveu de Joe Tekori, Miracle Fai'ilagi, est également un joueur de rugby à XV évoluant avec l'équipe des Samoa.

## Palmarès

### En club
- Castres olympique
  - Vainqueur du Championnat de France en 2013

- Stade toulousain
  - Vainqueur du Championnat de France en 2019 et 2021
  - Vainqueur de la Coupe d'Europe en 2021

### En sélection nationale
- Samoa
  - Vainqueur de la Coupe des nations du Pacifique en 2010, 2012 et 2014
  - Finaliste de la Coupe des nations du Pacifique en 2015

### Entraîneur
- Stade toulousain
  - Vainqueur du Championnat de France en 2024

## Statistiques

### En club
| Saison                       | Club                         | Championnat | Championnat | Championnat | Coupe d'Europe     | Coupe d'Europe | Coupe d'Europe |
| Saison                       | Club                         | Compétition | M           | Ess.        | Compétition        | M              | Ess.           |
| ---------------------------- | ---------------------------- | ----------- | ----------- | ----------- | ------------------ | -------------- | -------------- |
| 2006-2007                    | Auckland RFU                 | NPC         | 3           | 1           | -                  | -              | -              |
| Sous-total Aukland           | Sous-total Aukland           | NPC         | 3           | 1           | -                  | -              | -              |
| 2007-2008                    | Castres olympique            | Top 14      | 25          | 4           | Challenge européen | 7              | 2              |
| 2008-2009                    | Castres olympique            | Top 14      | 22          | 5           | Coupe d'Europe     | 5              | 1              |
| 2009-2010                    | Castres olympique            | Top 14      | 25          | 6           | Challenge européen | 5              | 4              |
| 2010-2011                    | Castres olympique            | Top 14      | 26          | 9           | Coupe d'Europe     | 5              | 1              |
| 2011-2012                    | Castres olympique            | Top 14      | 14          | -           | Coupe d'Europe     | 2              | -              |
| 2012-2013                    | Castres olympique            | Top 14      | 17          | -           | Coupe d'Europe     | 5              | -              |
| Sous-total Castres olympique | Sous-total Castres olympique | Top 14      | 129         | 24          | Coupes d'Europe    | 29             | 8              |
| 2013-2014                    | Stade toulousain             | Top 14      | 26          | 3           | Coupe d'Europe     | 6              | 1              |
| 2014-2015                    | Stade toulousain             | Top 14      | 26          | 2           | Coupe d'Europe     | 6              | -              |
| 2015-2016                    | Stade toulousain             | Top 14      | 18          | -           | Coupe d'Europe     | 5              | -              |
| 2016-2017                    | Stade toulousain             | Top 14      | 25          | 3           | Coupe d'Europe     | 7              | 2              |
| 2017-2018                    | Stade toulousain             | Top 14      | 27          | 3           | Challenge européen | 3              | -              |
| 2018-2019                    | Stade toulousain             | Top 14      | 23          | 3           | Coupe d'Europe     | 7              | 2              |
| 2019-2020                    | Stade toulousain             | Top 14      | 16          | 1           | Coupe d'Europe     | 8              | 1              |
| 2020-2021                    | Stade toulousain             | Top 14      | 22          | 3           | Coupe d'Europe     | 5              | -              |
| 2021-2022                    | Stade toulousain             | Top 14      | 14          | 1           | Coupe d'Europe     | 3              | 1              |
| Sous-total Stade toulousain  | Sous-total Stade toulousain  | Top 14      | 197         | 19          | Coupes d'Europe    | 50             | 7              |

### Internationales
- 40 sélections
- 20 points (4 essais)
- Sélections par année : 6 en 2007, 4 en 2009, 6 en 2010, 4 en 2011, 5 en 2012, 2 en 2013, 1 en 2014, 6 en 2015, 3 en 2018
- En Coupe du monde :
  - 2007 : 4 sélections (Afrique du Sud, Tonga, Angleterre, États-Unis)
  - 2011 : 3 sélections (Namibie, Galles, Afrique du Sud)
  - 2015 : 2 sélections (États-Unis, Afrique du Sud)